# Ecuación de sine-Gordon
La ecuación de sine-Gordon es una ecuación en derivadas parciales hiperbólica no lineal para una función {\displaystyle \varphi } dependiente de dos variables, típicamente denotadas {\displaystyle x} y {\displaystyle t}, incluyendo el operador de onda y el seno de {\displaystyle \varphi }. 
Fue introducida originalmente por Edmond Bour en 1862 en el contexto del estudio de superficies de curvatura negativa constante como la ecuación de Gauss-Codazzi para superficies de curvatura gaussiana constante -1 en el espacio tridimensional. Fue redescubierta por Frenkel y Kontorova en 1939 en su estudio de dislocaciones en cristales conocido como modelo de Frenkel-Kontorova.
Atrajo gran atención en la década de 1970 debido a la presencia de solitones, y es un conocido ejemplo de sistema integrable. Entre las ecuaciones integrables más conocidas, la ecuación de sine-Gordon es el único sistema relativista debido a su invariancia de Lorentz.

## Origen de la ecuación en geometría diferencial
Existen dos formas equivalentes de la ecuación de sine-Gordon. En las llamadas coordenadas espacio-tiempo, denotadas {\displaystyle (x,t)}, la ecuación tiene la forma:
{\displaystyle \varphi _{tt}-\varphi _{xx}+\sin \varphi =0,}
donde los subíndices denotan derivadas parciales. Pasando a las coordenadas de cono de luz (u, v), similares a las coordenadas asintóticas donde
{\displaystyle u={\frac {x+t}{2}},\quad v={\frac {x-t}{2}},}
toma la forma
{\displaystyle \varphi _{uv}=\sin \varphi .}
Esta es la forma original de la ecuación de sine-Gordon, tal como fue considerada en el siglo XIX en el estudio de superficies con curvatura gaussiana constante K = −1, también llamadas superficies pseudoesféricas. Existe un sistema de coordenadas para el que las líneas definidas por u = constante, v = constante viene dada por las curvas asintóticas parametrizadas con respecto a la longitud de arco. La primera forma fundamental de la superficie en estas coordenadas tiene la forma especial
{\displaystyle ds^{2}=du^{2}+2\cos \varphi \,du\,dv+dv^{2},}
donde {\displaystyle \varphi } representa el ángulo entre las rectas asintóticas, para la segunda forma fundamental {\displaystyle L=N=0,M=\sin \varphi }. En estas condiciones, la ecuación de Gauss-Codazzi que expresa la condición de compatibilidad entre la primera y la segunda forma fundamental resulta en la ecuación de sine-Gordon.
Este análisis muestra que cualquier superficie pseudoesférica da origen a una solución de la ecuación de sine-Gordon, aunque con algunas consideraciones. Si la superficie es completa, la solución es necesariamente singular debido al teorema de encaje de Hilbert. El caso más simple, la pseudoesfera, corresponde a un solitón estático, aunque la pseudoesfera tiene una cúspide en el ecuador.
A la inversa, se puede partir de una solución de la ecuación de sine-Gordon para obtener una pseudoesfera única salvo transformaciones rígidas. Existe un teorema, a veces llamado teorema fundamental de las superficies, que afirma que si dos formas bilineales con valores matriciales satisfacen las ecuaciones de Gauss-Codazzi, entonces son la primera y segunda forma fundamental de una superficie inmersa en el espacio tridimensional. Las soluciones de la ecuación de sine-Gordon pueden usarse para construir estas matrices usando las formas introducidas más arriba.

Transformada de Lie aplicada a una pseudoesfera para obtener una superficie de Dini.

### Generación de nuevas soluciones
El estudio de esta ecuación y de las transformaciones asociadas de superficies pseudoesféricas en el siglo XIX por Luigi Bianchi y Albert Victor Bäcklund llevó al descubrimiento de las transformaciones de Bäcklund. Otra transformación de superficies pseudoesféricas es la transformada de Lie, introducida por Sophus Lie en 1879, que corresponde a una transformación de Lorentz de las soluciones de la ecuación de sine-Gordon.
Existen formas más directas de para construir nuevas soluciones, pero no dan lugar a nuevas superficies. Dado que la ecuación de sine-Gordon es impar, el negativo de cualquier solución es una nueva solución. Sin embargo, esto no genera una nueva superficie, ya que el cambio de signo está asociado a la elección de la dirección de la normal a la superficie. Se pueden encontrar nuevas soluciones trasladando la solución: si {\displaystyle \varphi } es una solución, entonces también lo es {\displaystyle \varphi +2n\pi } para {\displaystyle n} entero.

## Nombre
El nombre de la ecuación de sine-Gordon es un juego de palabras entre sine (seno en inglés) y la conocida ecuación de Klein-Gordon en física:
{\displaystyle \varphi _{tt}-\varphi _{xx}+\varphi =0.}
La ecuación de sine-Gordon es la ecuación de Euler-Lagrange del campo cuya densidad lagrangiana viene dada por
{\displaystyle {\mathcal {L}}_{\text{SG}}(\varphi )={\frac {1}{2}}(\varphi _{t}^{2}-\varphi _{x}^{2})-1+\cos \varphi .}
Usando la expansión en serie de Taylor del coseno en el lagrangiano,
{\displaystyle \cos(\varphi )=\sum _{n=0}^{\infty }{\frac {(-\varphi ^{2})^{n}}{(2n)!}},}
puede reescribirse como el lagrangiano de Klein-Gordon más términos de orden más alto:
{\displaystyle {\begin{aligned}{\mathcal {L}}_{\text{SG}}(\varphi )&={\frac {1}{2}}(\varphi _{t}^{2}-\varphi _{x}^{2})-{\frac {\varphi ^{2}}{2}}+\sum _{n=2}^{\infty }{\frac {(-\varphi ^{2})^{n}}{(2n)!}}\\&={\mathcal {L}}_{\text{KG}}(\varphi )+\sum _{n=2}^{\infty }{\frac {(-\varphi ^{2})^{n}}{(2n)!}}.\end{aligned}}}

## Solitones
Una característica interesante de la ecuación de sine-Gordon es la existencia de solitones.

### Soluciones de un solitón
La ecuación de sine-Gordon tiene las siguientes soluciones de un solitón:
{\displaystyle \varphi _{\text{soliton}}(x,t):=4\arctan \left(e^{m\gamma (x-vt)+\delta }\right),}
donde
{\displaystyle \gamma ^{2}={\frac {1}{1-v^{2}}},}
y donde se asume la forma más general de la ecuación:
{\displaystyle \varphi _{tt}-\varphi _{xx}+m^{2}\sin \varphi =0.}
La solución de un solitón en la que se elige una raíz positiva para {\displaystyle \gamma } se llama pliegue, y representa un giro en la variable {\displaystyle \varphi } que lleva el sistema de una solución constante {\displaystyle \varphi =0} a una solución constante adyacente {\displaystyle \varphi =2\pi }. Los estados {\displaystyle \varphi \cong 2\pi n} se conocen como estados de vacío, ya que son soluciones constantes de energía cero. La solución que toma la raíz negativa de {\displaystyle \gamma } se llama antipliegue. La forma de las soluciones de un solitón pueden obtenerse aplicando una transformación de Bäcklund a la solución trivial, e integrando las ecuaciones diferenciales de primer orden resultantes:
{\displaystyle \varphi '_{u}=\varphi _{u}+2\beta \sin {\frac {\varphi '+\varphi }{2}},}
{\displaystyle \varphi '_{v}=-\varphi _{v}+{\frac {2}{\beta }}\sin {\frac {\varphi '-\varphi }{2}}\quad {\text{ con }}\;\varphi =\varphi _{0}=0}
para todos los tiempos.
Las soluciones de un solitón pueden visualizarse usando el modelo de sine-Gordon de goma elástica introducido por Julio Rubinstein en 1970. Aquí se interpreta un giro en el sentido de las agujas del reloj de la goma elástica como un pliegue con carga topológica {\displaystyle \theta _{\text{K}}=-1}. El giro alternativo en el sentido contrario a las agujas del reloj con carga topológica {\displaystyle \theta _{\text{AK}}=+1} será un antipliegue.

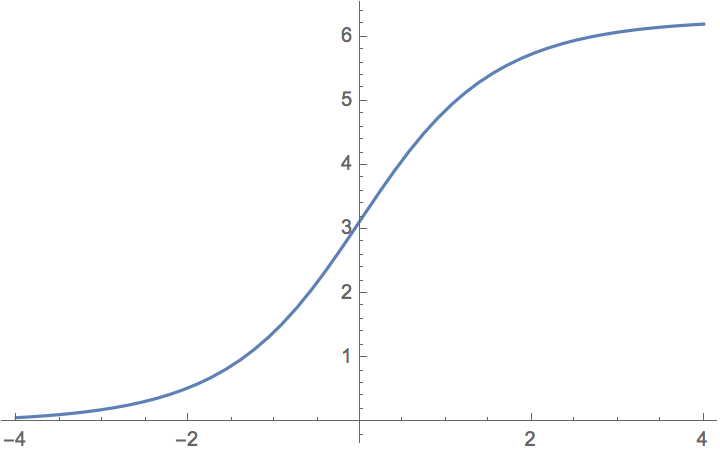
Solución de un solitón estática

|  |  |

### Soluciones de dos solitones
Las soluciones multisolitón pueden obtenerse a través de la aplicación sucesiva de transformaciones de Bäcklund sobre la solución de un solitón, indicada por una red de Bianchi que relaciona los resultados transformados. Las soluciones de dos solitones de la ecuación de sine-Gordon muestra algunas de las características típicas de los solitones. Los pliegues y antipliegues pasan a través de ellos como si fueran perfectamente permeables, y el único efecto observado es un desfase. Dado que los solitones recuperan su forma y su velocidad, se dice que la interacción es una colisión elástica.
La solución pliegue-pliegue viene dada por{\displaystyle \varphi _{K/K}(x,t)=4\arctan \left({\frac {v^{2}\sinh {\frac {x}{\sqrt {1-v^{2}}}}}{{\sqrt {v^{2}-1}}\cosh {\frac {vt}{\sqrt {1-v^{2}}}}}}\right)}mientras que la solución pliegue-antipliegue viene dada por{\displaystyle \varphi _{K/AK}(x,t)=4\arctan \left({\frac {v\cosh {\frac {x}{\sqrt {1-v^{2}}}}}{\sinh {\frac {vt}{\sqrt {1-v^{2}}}}}}\right)}
|  |  |

Otra solución interesante de dos solitones surge de la posibilidad de un comportamiento acoplado pliegue-antipliegue conocido como breather. Hay tres tipos conocidos de breathers: estacionarios, viajeros de gran amplitud y viajeros de pequeña amplitud.
El breather estacionario viene dado por{\displaystyle \varphi (x,t)=4\arctan \left({\frac {{\sqrt {1-\omega ^{2}}}\;\cos(\omega t)}{\omega \;\cosh({\sqrt {1-\omega ^{2}}}\;x)}}\right).}
|  |  |

|  |

### Soluciones de tres solitones
Las colisiones de tres solitones entre un pliegue y un breather estacionario o entre un antipliegue y un breather estacionario resulta en un desfase del breather estacionario. En el proceso de colisión entre un pliegue y un breather estacionario, el desfase del breather {\displaystyle \Delta _{\text{B}}} viene dado por
{\displaystyle \Delta _{\text{B}}={\frac {2\operatorname {artanh} {\sqrt {(1-\omega ^{2})(1-v_{\text{K}}^{2})}}}{\sqrt {1-\omega ^{2}}}},}
donde {\displaystyle v_{\text{K}}} es la velocidad del pliegue y {\displaystyle \omega } es la frecuencia del breather. Si la posición del breather estacionario antes de la colisión es {\displaystyle x_{0}}, después de la colisión será {\displaystyle x_{0}+\Delta _{\text{B}}}.
|  |  |

## Transformación de Bäcklund
Suponiendo que {\displaystyle \varphi } es una solución de la ecuación de sine-Gordon
{\displaystyle \varphi _{uv}=\sin \varphi .\,}
Entonces el sistema
{\displaystyle {\begin{aligned}\psi _{u}&=\varphi _{u}+2a\sin {\Bigl (}{\frac {\psi +\varphi }{2}}{\Bigr )}\\\psi _{v}&=-\varphi _{v}+{\frac {2}{a}}\sin {\Bigl (}{\frac {\psi -\varphi }{2}}{\Bigr )}\end{aligned}}\,\!}
donde a es un parámetro arbitrario, es resoluble con una función {\displaystyle \psi } que también satisfará la ecuación de sine-Gordon. Esto es un ejemplo de autotransformación de Bäcklund, ya que tanto {\displaystyle \varphi } como {\displaystyle \psi } son soluciones de la misma ecuación, la ecuación de sine-Gordon.
Usando un sistema matricial, también es posible encontrar una transformación de Bäcklund lineal para soluciones de sine-Gordon.
Por ejemplo, si {\displaystyle \varphi } es la solución trivial {\displaystyle \varphi \equiv 0}, entonces {\displaystyle \psi } es la solución de un solitón, con {\displaystyle a} relacionado con la posición inicial del solitón.

## Carga topológica y energía
La carga topológica o índice de una solución {\displaystyle \varphi } es{\displaystyle N={\frac {1}{2\pi }}\int _{\mathbb {R} }d\varphi ={\frac {1}{2\pi }}\left[\varphi (x=\infty ,t)-\varphi (x=-\infty ,t)\right].}La energía de una solución {\displaystyle \varphi } es{\displaystyle E=\int _{\mathbb {R} }\left\{{\frac {1}{2}}(\varphi _{t}^{2}+\varphi _{x}^{2})+[1+\cos \varphi ]\right\}}coincidiendo con el hamiltoniano correspondiente al lagrangiano de sine-Gordon.
La carga topológica se conserva si la energía es finita. No obstante, la carga topológica no determina la solución, incluso considerando transformaciones de Lorentz. Tanto la solución trivial como el par pliegue-antipliegue tienen {\displaystyle N=0}.

## Formulación de curvatura cero
La ecuación de sine-Gordon es equivalente a la curvatura de una cierta conexión de {\displaystyle {\mathfrak {su}}(2)} en {\displaystyle \mathbb {R} ^{2}} igual a cero.
Explícitamente, en coordenadas {\displaystyle (u,v)} de {\displaystyle \mathbb {R} ^{2}}, las componentes {\displaystyle A_{\mu }} de la conexión están dadas por{\displaystyle A_{u}={\begin{pmatrix}i\lambda &{\frac {i}{2}}\varphi _{u}\\{\frac {i}{2}}\varphi _{u}&-i\lambda \end{pmatrix}}={\frac {1}{2}}\varphi _{u}i\sigma _{1}+\lambda i\sigma _{3},}{\displaystyle A_{v}={\begin{pmatrix}-{\frac {i}{4\lambda }}\cos \varphi &-{\frac {1}{4\lambda }}\sin \varphi \\{\frac {1}{4\lambda }}\sin \varphi &{\frac {i}{4\lambda }}\cos \varphi \end{pmatrix}}=-{\frac {1}{4\lambda }}i\sin \varphi \sigma _{2}-{\frac {1}{4\lambda }}i\cos \varphi \sigma _{3},}donde las {\displaystyle \sigma _{i}} las matrices de Pauli. Entonces, la ecuación de curvatura cero{\displaystyle \partial _{v}A_{u}-\partial _{u}A_{v}+[A_{u},A_{v}]=0}es equivalente a la ecuación de sine-Gordon {\displaystyle \varphi _{uv}=\sin \varphi }. La ecuación de curvatura cero recibe ese nombre porque corresponde a la curvatura igual a cero si se define {\displaystyle F_{\mu \nu }=[\partial _{\mu }-A_{\mu },\partial _{\nu }-A_{\nu }]}.
El par de matrices {\displaystyle A_{u}} y {\displaystyle A_{v}} se conocen como par de Lax de la ecuación de sine-Gordon, en el sentido de que la ecuación de curvatura cero recupera la ecuación original en lugar de la ecuación de Lax.

## Ecuaciones relacionadas
La ecuación de sinh-Gordon viene dada por
{\displaystyle \varphi _{xx}-\varphi _{tt}=\sinh \varphi .}
Es la ecuación de Euler-Lagrange del lagrangiano
{\displaystyle {\mathcal {L}}={\frac {1}{2}}(\varphi _{t}^{2}-\varphi _{x}^{2})-\cosh \varphi .}
Otra ecuación íntimamente relacionada es la ecuación de sine-Gordon elíptica o ecuación de sine-Gordon euclídea, dada por
{\displaystyle \varphi _{xx}+\varphi _{yy}=\sin \varphi ,}
donde {\displaystyle \varphi } es una función de las variables x e y. Esta ecuación no presenta solitones, aunque tiene propiedades muy similares, y está relacionada con la ecuación de sine-Gordon a través la continuación analítica (o rotación de Wick) y = it.
La ecuación de sinh-Gordon elíptica puede definirse de forma similar.
Otra ecuación similar proviene de la ecuación de Euler-Lagrange de la teoría de campo de Liouville,{\displaystyle \varphi _{xx}-\varphi _{tt}=2e^{2\varphi }.}Una generalización es la teoría de campo de Toda. En concreto, la teoría de campo de Liouville es la teoría de campo de Toda para el álgebra de Kac-Moody finita {\displaystyle {\mathfrak {sl}}_{2}}, mientras que sin(h)-Gordon es la teoría de campo de Toda para el álgebra de Kac-Moody afín {\displaystyle {\hat {\mathfrak {sl}}}_{2}}.

## Volumen infinito y sobre la semirrecta
También se puede considerar el modelo de sine-Gordon en un círculo, en un segmento de recta o en una semirrecta. Es posible encontrar condiciones de frontera que preservan la integrabilidad del modelo. Sobre la semirrecta, el espectro contiene estados ligados además de los solitones y los breathers.

## Modelo de sine-Gordon cuántico
En teoría cuántica de campos, el modelo de sine-Gordon contiene un parámetro que puede identificarse con la constante de Planck. El espectro de partículas consiste en el solitón, el antisolitón y número finito (que puede ser cero) de breathers. El número de breathers depende del valor del parámetro. La producción de múltiples partículas se cancela on shell.
La cuantización semiclásica del modelo fue realizada por Liúdvig Faddéyev y Vladímir Korepin. La matrix S exacta fue descubierta por Aleksandr Zamolódchikov. Este modelo es dual-S al modelo de Thirring, descubierto por Sidney Coleman. Esto se conoce en ocasiones como la correspondencia de Coleman y sirve como ejemplo de correspondencia bosón-fermión en el caso con interacción. Las constantes que aparecen en el modelo se comportan bien bajo renormalización: {\displaystyle \alpha _{0},\beta } y {\displaystyle \gamma _{0}}. Coleman mostró que {\displaystyle \alpha _{0}} recibe solo una corrección mutiplicativa, {\displaystyle \gamma _{0}} recibe solo una corrección aditiva, y {\displaystyle \beta } no se renormalise. Además, para un valor crítico no nulo {\displaystyle \beta ={\sqrt {4\pi }}}, la teoría es de hecho dual a una teoría de campo de Dirac libre con masa.
La ecuación de sine-Gordon cuántica debe modificarse para que las exponenciales se conviertan en operadores vértice
{\displaystyle {\mathcal {L}}_{QsG}={\frac {1}{2}}\partial _{\mu }\varphi \partial ^{\mu }\varphi +{\frac {1}{2}}m_{0}\varphi ^{2}-\alpha (V_{\beta }+V_{-\beta })}
donde {\displaystyle V_{\beta }=:e^{i\beta \varphi }:}, donde los dos puntos denotan orden normal. Se incluye un posible término de masa.

### Regímenes de renormalizabilidad
Para diferentes valores del parámetro {\displaystyle \beta ^{2}}, las propiedades de renormalizabilidad de la teoría de sine-Gordon cambian. La identificación de estos regímenes se atribuyen a Jürg Fröhlich.
El régimen finito {\displaystyle \beta ^{2}<4\pi }, donde no se necesitan contratérminos para que la teoría esté bien definida. El régimen superrenormalizable es {\displaystyle 4\pi <\beta ^{2}<8\pi }, donde se necesita un número finito de contratérminos para que esté bien definida. Se necesitan más contratérminos cada vez que se supera un límite {\displaystyle {\frac {n}{n+1}}8\pi }. Para {\displaystyle \beta ^{2}>8\pi }, la teoría no es renormalizable. Los valores frontera, {\displaystyle \beta ^{2}=4\pi } y {\displaystyle \beta ^{2}=8\pi }, son respectivamente el punto de fermión libre, ya que la teoría es dual a un fermión libre a través de la correspondencia de Coleman, y el punto autodual, donde los operadores vértice forman una subálgebra afín de sl2 y la teoría es estrictamente renormalizable (pero no superrenormalizable).

## Modelo de sine-Gordon estocástico
El modelo de sine-Gordon estocástico o dinámico fue estudiado por Martin Hairer y Hao Shen, permitiendo probar resultados heurísticos de la teoría de sine-Gordon cuántica en un marco estadístico.
La ecuación es{\displaystyle \partial _{t}u={\frac {1}{2}}\Delta u+c\sin(\beta u+\theta )+\xi ,}donde {\displaystyle c,\beta ,\theta } son constantes reales y {\displaystyle \xi } es un ruido blanco. La dimensión espacial está fijada en 2. En la demostración de la existencia de soluciones, los límites {\displaystyle \beta ^{2}={\frac {n}{n+1}}8\pi } juegan de nuevo en papel al determinar la convergencia de ciertos términos.

## Modelo de sine-Gordon supersimétrico
También existe una extensión supersimétrica del modelo. Se pueden encontrar también condiciones de frontera que preservan la integrabilidad en esta extensión.

## Aplicaciones físicas
El modelo de sine-Gordon surge como el límite continuo del modelo de Frenkel-Kontorova para dislocaciones en cristales.
También está en la misma clase de universalidad que la acción efectiva para un gas de Coulomb de vórtices y antivórtices en el modelo XY clásico continuo en magnetismo. La transición de Kosterlitz-Thouless para vórtices puede por tanto derivarse del análisis del grupo de renormalización de la teoría de campos de sine-Gordon.
La ecuación de sine-Gordon también surge como el límite continuo formal de otro modelo en magnetismo, el modelo de Heisenberg cuántico, en particular el modelo XXZ.